# Enloquecidas
Enloquecidas es una comedia española estrenada el 11 de abril de 2008, dirigida por Juan Luis Iborra y protagonizada en los papeles principales por Silvia Abascal y Verónica Forqué.
La película consiguió el premio al Mejor diseño de vestuario en el Festival de Málaga de Cine Español 2008. Asimismo en esa edición estuvo nominada a la Biznaga de Oro a la mejor película, premio que recayó en la cinta Tres días.

## Argumento
Blanca está feliz desde que cree haber encontrado al hombre de su vida, pero el problema es que él ha desaparecido repentinamente. Con la complicidad de su tía Bárbara, Blanca se lanza en su búsqueda hasta que encuentra una foto en casa de unos ancianos. Los encantadores señores confiesan que el chico de la foto es su hijo y murió hace algún tiempo. Intrigadas por saber qué ha sucedido, Blanca y Bárbara inician una investigación por toda la ciudad que les llevará a conocer a gente "paranormal".

## Reparto
- Silvia Abascal como Blanca.
- Verónica Forqué como Bárbara.
- Valeria Arribas como Enfermera.
- Asunción Balaguer como Carmen.
- Manu Berástegui como Espectador indignado.
- Javier Blanes como Javier.
- Jesús Cabrero como Santiago.
- Juana Cordero como	Conchita.
- Cesáreo Estébanez como Jacinto.
- Chani Martín como El Joven.
- Elisa Matilla como	Andrea.
- Juli Mira como Ramón.
- Jordi Rebellón como José María.
- Mercedes Suances como Madre de Javier.
- Iván Sánchez como David.
- Concha Velasco como Nuria.